# River Darwen
Der River Darwen ist ein Wasserlauf in Lancashire, England. Er entsteht im Süden von Darwen und fließt in nördlicher Richtung zunächst teilweise unterirdisch durch den Ort und dann durch Blackburn, wo er den Leeds and Liverpool Canal kreuzt. In Blackburn wendet er sich in westliche Richtung. Er mündet, nachdem er den M61 motorway unterquert hat, im Süden von Preston in den River Ribble.